# Синей, Мария Александровна
Мария Александровна Синей (укр. Марія Олександрівна Сіней; род. 29 марта 1997, Никополь, Днепропетровская область) — украинская легкоатлетка, специализирующаяся на тройном прыжке. Мастер спорта Украины (2022).
Неоднократно становилась победителем и призёром чемпионата Украины. Участница чемпионата мира среди юниоров 2016 года в Польше. Бронзовый призёр чемпионата Австралии 2019 года. Дебют на чемпионате мира состоялся в Будапеште на соревнованиях 2023 года, где Синей не смогла выйти финал.
2024 год был омрачён для легкоатлетки травмой из-за которой украинка была вынуждена сняться после первой попытки с чемпионата Европы в Риме. Вернуться к соревнованиям ей удалось в следующем году. В 2025 году Синей участвовала чемпионатах в помещениях на уровне Европы и мира.
Личный рекорд Синей в тройном прыжке составляет 14,12 метров, который она установила в 2023 году на чемпионате Украины в Луцке.

## Достижения
Чемпионат Украины:
- Первое место: 2020 (зима), 2023 (лето), 2025 (зима)
- Второе место: 2021 (зима), 2021 (лето), 2023 (зима)

Чемпионат Австралии:
- Третье место: 2019 (лето)